# Gerald Murnane
Gerald Murnane (nascido em 25 de fevereiro de 1939) é um romancista, contista, poeta e ensaísta australiano. Seu romance mais conhecido é "As Planícies" (2024, editora Todavia), lançado em 1982 na versão em inglês. O autor ganhou elogios por sua prosa distinta e exploração da memória, identidade e da paisagem australiana, muitas vezes confundindo ficção e autobiografia no processo. O New York Times descreveu Murnane em 2018 como "o maior escritor vivo de língua inglesa do qual a maioria das pessoas nunca ouviu falar".
Murnane não tinha nenhum romance editado no Brasil até outubro de 2024 com a publicação do livro "As Planícies" pela editora Todavia.

## Biografia
Murnane nasceu em Coburg, um subúrbio de Melbourne, no estado australiano de Victoria.
Iniciou a vida do sacerdócio católico em 1957, mas não seguiu esse caminho, tornando-se professor em escolas primárias (de 1960 a 1968) e na Escola de Jóqueis Aprendizes do Victoria Racing Club. Formou-se em Artes pela Universidade de Melbourne em 1969, depois trabalhou no Departamento de Educação de Victoria até 1973. A partir de 1980, ele começou a ensinar escrita criativa em várias instituições terciárias.
Casou-se em 1966 e tem três filhos. Em 1969, a família mudou-se para o subúrbio de Melbourne, Macleod.
Após a morte de sua esposa em 2009, Murnane mudou-se para Goroke, no interior de Victoria.

## Trabalhos e Reconhecimento
O autor publicou seus dois primeiros livros nos anos 70: Tamarisk Row (1974), (sem edição em língua portuguesa), e "A Lifetime on Clouds" (1976), (também sem edição em português).
Em 1982, ele obteve fama e atingiu seu estilo maduro com o romance "As Planícies" (2024, Todavia), um romance curto sobre um cineasta não identificado que viaja para o interior da Austrália, onde se esforça para filmar as planícies sob o patrocínio de ricos proprietários de terras.
Em junho de 2018, seu romance autobiográfico de 2017 "Border Districts" foi finalista do "Prêmio Miles Franklin".

## Romances
- (1974) Tamarisk Row. William Heinemann Australia, Melbourne.
- (1976) A Lifetime on Clouds. William Heinemann Australia, Melbourne.
- (1982) As Planícies. Todavia, São Paulo.
- (1988) Inland. William Heinemann Australia, Melbourne.
- (2009) Barley Patch. Giramondo Publishing Company, Sydney.
- (2012) A History of Books. Giramondo Publishing Company, Sydney.
- (2014) A Million Windows. Giramondo Publishing Company, Sydney.
- (2017) Border Districts. Giramondo Publishing Company, Sydney.
- (2019) A Season on Earth. Text Publishing, Melbourne. Unabridged edition of A Lifetime on Clouds

## Contos
- (1985) Landscape with Landscape. Norstrilia Press, Melbourne.
- (1990) Velvet Waters. McPhee Gribble, Melbourne.
- (1995) Emerald Blue. McPhee Gribble, Melbourne.
- (2018) Collected Short Fiction. Giramondo Publishing Company, Sydney. Simultaneous release in the US as Stream System: The Collected Short Fiction of Gerald Murnane. New York: Farrar, Straus, & Giroux. Collects the pieces in Velvet Waters and Emerald Blue, with the titular piece of Invisible Yet Enduring Lilacs, one uncollected short story, and three appended to A History of Books.[10]

### Ensaios
- (2005) Invisible Yet Enduring Lilacs. Giramondo Publishing Company, Sydney.
- (2021) Last Letter to a Reader. Giramondo Publishing Company, Sydney.[11]

## Awards
- Prêmio Patrick White Award (1999).
- Prêmio Especial New South Wales Premier's Literary Awards (2007).
- Prêmio Emérito [[Australia Council for the Arts| (2008).[12]
- Prêmio Melbourne Prize for Literature (2009)[13]
- Prêmio Adelaide Festival Awards pela Inovação na Escrita 2010